# Cactus Bowl 2017
Match précédent Match suivant
Le Cactus Bowl 2017 est un match de football américain de niveau universitaire joué après la saison régulière de 2017, le 26 décembre 2017 au Chase Field de Phoenix dans l'état de l'Arizona aux États-Unis.
Il s'agit de la 29e édition du Cactus Bowl connu précédemment sous les appellations Copper Bowl, Insight Bowl ou Buffalo Wild Wings Bowl.
Le match met en présence les équipes des Wildcats de Kansas State issus de la Big 12 Conference et des Bruins d'UCLA issus de la Pacific-12 Conference.
Il débute à 21 heures locales et est retransmis en télévision sur ESPN.
Kansas State gagne le match sur le score de 35 à 17.

## Présentation du match
| Équipes                                                                                                | Conférences | Entraîneurs      | Stats. saison rég. | Classements avant le bowl CFP-AP-Coaches |
| --- | ----------- | ---------------- | ------------------ | ---------------------------------------- |
| Wildcats de Kansas State                                                                               | Big 12      | Bill Snyder (en) | 7 - 5              | NC                                       |
| Bruins d'UCLA                                                                                          | Pac-12      | Jedd Fisch (en)  | 6 - 6              | NC                                       |
| Arbitre : Jerry Magallanes (ACC) Équipe donnée favorite par les bookmakers : Kansas State par 6 points |             |                  |                    |                                          |

Il s'agit de la 4e rencontre entre ces deux équipes. La dernière rencontre a eu lieu lors de l'Alamo Bowl 2015 (UCLA gagnant 40 à 35), UCLA ayant remporté deux victoires pour une à Kansas State.

### Wildcats de Kansas State
Avec un bilan global en saison régulière de 7 victoires et 5 défaites, Kansas State est éligible et accepte l'invitation pour participer au Cactus Bowl de 2017.
Ils terminent 5e de la Big 12 Conference derrière no 2 Oklahoma, no 13 TCU, no 17 Oklahoma State et Iowa State, avec un bilan en match intra-conférence de 5 victoires et 4 défaites.
À l'issue de la saison 2017, ils n'apparaissent pas dans les classements CFP, AP et Coaches.
Il s'agit de leur 4e participation au Cactus Bowl :
- Cactus Bowl 1993 : victoire 52 à 14 contre les Cowboys du Wyoming;
- Cactus Bowl 2001 : défaite 3 à 26 contre les Orange de Syracuse;
- Cactus Bowl 2013 : victoire 31 à 14 contre les Spartans de Michigan State

### Bruins d'UCLA
Avec un bilan global en saison régulière de 6 victoires et 6 défaites, UCLA est éligible et accepte l'invitation pour participer au Cactus Bowl de 2017.
Ils terminent 4e de la South Division de la Pacific-12 Conference derrière no 8 USC, Arizona State et Arizona, avec un bilan en match de division de 4 victoires et 5 défaites.
À l'issue de la saison 2017, ils n'apparaissent pas dans les classements CFP, AP et Coaches.
Il s'agit de leur 1er apparition au Cactus Bowl.
Avant la match, UCLA annonce que son quarterback titulaire, Josh Rosen, n'est pas complètement remis de sa commotion. Il est remplacé par Devon Modster.

## Résumé du match
Début du match à 19 h 10, fin à 22 h 20 pour une durée totale de jeu de 3 heures et 10 minutes.
Températures de 19 °C, match joué dans un stade fermé (indoors),
| QT          | Temps       | Drive       | Drive       | Drive       | Équipe      | Description de l'action | Score | Score |
| QT          | Temps       | Jeux        | Yards       | TDP         | Équipe      | Description de l'action | KST   | UCLA  |
| ----------- | ----------- | ----------- | ----------- | ----------- | ----------- | --- | ----- | ----- |
| 1           | 01:00       | 12          | 44          | 06:11       | UCLA        | FG de 44 yards par K JJ Molson | 0     | 3     |
| 1           | 00:00       | 2           | 76          | 01:00       | KST         | TD à la suite d'une course de 68 yards par QB Alex Delton + 1 point de conversion par K Matthew McCrane                                     | 7     | 3     |
| 2           | 11:34       | 8           | 86          | 03:26       | UCLA        | TD de 52 yards par WR Jordan Lasley à la suite d'une réception d'une passe de QB Devon Modster + 1 point de conversion par K JJ Molson      | 7     | 10    |
| 2           | 09:25       | 2           | 72          | 00:46       | UCLA        | TD de 70 yards par WR Theo Howard à la suite d'une réception d'une passe de QB Devon Modster + 1 point de conversion par K JJ Molson        | 7     | 17    |
| 3           | 06:39       | 8           | 74          | 04:40       | KSU         | TD à la suite d'une course de 1 yard par QB Alex Delton + 1 point de conversion par K Matthew McCrane                                       | 14    | 17    |
| 3           | 04:22       | 4           | 24          | 02:01       | KSU         | TD de 8 yards par WR Dominique Heath à la suite d'une réception d'une passe de QB Alex Delton + 1 point de conversion par K Matthew McCrane | 21    | 17    |
| 4           | 14:01       | 4           | 50          | 02:06       | KSU         | TD à la suite d'une course de 41 yards par RB Alex Barnes + 1 point de conversion par K Matthew McCrane                                     | 28    | 17    |
| 4           | 04:34       | 15          | 98          | 08:06       | KSU         | TD à la suite d'une course de 3 yards par QB Alex Delton + 1 point de conversion par K Matthew McCrane                                      | 35    | 11    |
| Score final | Score final | Score final | Score final | Score final | Score final | Score final | 35    | 17    |

## Statistiques
| Meilleur joueur (MVP) |                |              |       |
| Système               | Nom            | Équipe       | Poste |
| Attaque               | Alex Delton    | Kansas State | QB    |
| Défense               | Denzel Goolsby | Kansas State | S     |

| Statistiques par équipe                |                                                     |                                                      |
| Statistiques                           | KST                                                 | UCLA                                                 |
| 1er down                               | 21                                                  | 14                                                   |
| 1er down à la course                   | 14                                                  | 5                                                    |
| 1er down à la passe                    | 4                                                   | 9                                                    |
| 1er down suite pénalité                | 3                                                   | 0                                                    |
| Conversion de 3e down                  | 6/13                                                | 3/13                                                 |
| Conversion de 4e down                  | 2/2                                                 | 3/5                                                  |
| Jeux–yards                             | 66 jeux pour 423 yards                              | 59 jeux pour 364 yards                               |
| Yards à la course                      | 49 courses pour 344 yards moyenne de 7 yards/course | 25 courses pour 69 yards moyenne de 2,8 yards/course |
| Yards à la passe                       | 79                                                  | 295                                                  |
| Passes : Réussies-Tentées-Interceptées | 10/17, 1 interception                               | 21/34, 0 interception                                |
| Réussite en zone rouge/chances         | 3/3                                                 | 0/0                                                  |
| TD                                     | 5                                                   | 2                                                    |
| Field Goals                            | 0/0                                                 | 1/1                                                  |
| Sacks (Nombre-Yards)                   | 0 pour 0 yard adverse perdu                         | 3 pour 6 yards adverses perdus                       |
| Fumbles (Nombre/Perdus)                | 1/0                                                 | 1/1                                                  |
| Pénalités (Nombre/Yards perdus)        | 2 pour 20 yards perdus                              | 8 pour 73 yards perdus                               |
| Temps de possession                    | 35:07                                               | 24:53                                                |

| Statistiques individuelles |                |                                                                          |
| Quaterbacks                |                |                                                                          |
| KST                        | Alex Delton    | 7/10 passes complétées, 52 yards, 0 interception, 1 TD, 1 sack subi      |
| UCLA                       | Devon Modster  | 21/34 passes complétées, 295 yards, 0 interception, 2 TDs, 0 sack subi   |
| Meilleurs coureurs         |                |                                                                          |
| KST                        | Alex Delton    | 20 courses pour 158 yards nets gagnés, 3 TD, moyenne de 7,9 yards/course |
| UCLA                       | Bo Olorunfumni | 12 courses pour 23 yards nets gagnés, 0 TD, moyenne de 1,9 yards/course  |
| Meilleurs receveurs        |                |                                                                          |
| KST                        | D. Heath       | 5 réceptions pour 49 yards gagnés, 1 TD                                  |
| UCLA                       | Jordan Lasley  | 8 réceptions pour 128 yards gagnés, 1 TD                                 |
| Meilleurs tacleurs         |                |                                                                          |
| KST                        | E. Sullivan    | 6 tacles en solo.                                                        |
| UCLA                       | Jaleel Wadood  | 9 tacles en solo.                                                        |